# Arroyo Colorado Estates
Arroyo Colorado Estates – jednostka osadnicza w Stanach Zjednoczonych, w stanie Teksas, w hrabstwie Cameron.